# Посёлок железнодорожного разъезда 99 км
Посёлок железнодорожного разъезда 99 км (Разъезд 99 км, 99 км) — упразднённый в декабре 2015 года посёлок железнодорожного разъезда в Верхотурском городском округе Свердловской области, Россия.

## География
Посёлок железнодорожного разъезда 99 км был расположен в 8 километрах к западу-юго-западу от города Верхотурье, на правом берегу реки Туры, напротив устья левого притока реки Актай. 

## История
Посёлок был основан в начале XX века в связи со строительством железной дороги.
В декабре 2015 года областным законом № 144-ОЗ был упразднён.

## Транспорт
В посёлке действовал железнодорожный разъезд Свердловской железной дороги. Автомобильное сообщение затруднено.